# Japanagallia pteridis
Japanagallia pteridis är en insektsart som beskrevs av Matsumura 1905. Japanagallia pteridis ingår i släktet Japanagallia och familjen dvärgstritar. Inga underarter finns listade i Catalogue of Life.